# Trochalus rotundatus
Trochalus rotundatus är en skalbaggsart som beskrevs av François Louis Nompar de Caumont de Laporte 1832. Trochalus rotundatus ingår i släktet Trochalus och familjen Melolonthidae. Inga underarter finns listade i Catalogue of Life.